# Eupithecia ochraceata
Eupithecia ochraceata är en fjärilsart som beskrevs av Fuchs 1904. Eupithecia ochraceata ingår i släktet Eupithecia och familjen mätare. Inga underarter finns listade i Catalogue of Life.